# Борепер ан Брес
Борепер ан Брес (фр. Beaurepaire-en-Bresse) насеље је и општина у источном делу централне Француске у региону Бургоња, у департману Саона и Лоара која припада префектури Луан.
По подацима из 2011. године у општини је живело 626 становника, а густина насељености је износила 60,08 становника/km². Општина се простире на површини од 10,42 km². Налази се на средњој надморској висини од 210 метара (максималној 222 m, а минималној 193 m).

## Демографија
| 1962. | 1968. | 1975. | 1982. | 1990. | 1999. | 2011. |
| ----- | ----- | ----- | ----- | ----- | ----- | ----- |
| 455   | 537   | 522   | 505   | 502   | 515   | 626   |

График промене броја становника у току последњих година